# 1e Leger (Wehrmacht)
Het 1e Leger (Duits: 1. Armee) was een Duits leger in de Tweede Wereldoorlog. Het werd opgericht op 26 augustus 1939.

## Tweede Wereldoorlog
Het 1e Leger vocht tijdens de Tweede Wereldoorlog uitsluitend aan het westelijk front. Tijdens de Poolse Veldtocht bewaakte het 1e Leger de Rijn tegen een Franse inval en was het niet betrokken in gevechten. Gedurende de aanval op Frankrijk werd het leger pas op het einde van de campagne ingezet. Op 14 juni 1940 brak het door de Maginotlinie. Na de capitulatie van Frankrijk fungeerde het 1e Leger als bezettingsmacht in Zuidwest Frankrijk. Het werd gelegerd aan de Atlantische kust.
Na de Landing in Normandië trok het 1e Leger zich haastig terug naar de Duitse grens. Het probeerde de geallieerde opmars af te remmen in Frankrijk, Metz en de Vogezen, maar in november 1944 werd het teruggedreven naar Saarland. Tijdens Operatie Nordwind vormde het 1e Leger de noordelijke aanvalsmacht. Het wist tijdelijk het Zevende US-Leger terug te drijven. Na de mislukking van Nordwind trok het 1e Leger zich terug achter de Rijn. Na de oversteek van de geallieerde legers trok het 1e Leger zich verder terug en gaf zich ten slotte op 6 mei 1945 over in Zuid-Duitsland.

### Commandanten[1]
| Rang                        | Naam                     | Begin            | Eind             |
| --------------------------- | ------------------------ | ---------------- | ---------------- |
| Generaal der Infanterie     | Erwin von Witzleben      | 1 september 1939 | 26 oktober 1940  |
| Kolonel-generaal            | Johannes Blaskowitz      | 26 oktober 1940  | 1 mei 1944       |
| Generaal der Pantsertroepen | Joachim Lemelsen         | 1 mei 1944       | 2 juni 1944      |
| Generaal der Infanterie     | Kurt von der Chevallerie | 2 juni 1944      | 5 september 1944 |
| Generaal der Pantsertroepen | Otto von Knobelsdorff    | 5 september 1944 | 30 november 1944 |
| Generaal der Infanterie     | Hans von Obstfelder      | 30 november 1944 | 28 februari 1945 |
| Generaal der Infanterie     | Hermann Foertsch         | 28 februari 1945 | 6 mei 1945       |
| Generaal der Cavalerie      | Rudolf Koch-Erpach       | 6 mei 1945       | 8 mei 1945       |

Op 1 november 1939 werd Erwin von Witzleben tot kolonel-generaal en op 19 juli 1940 tot generaal-veldmaarschalk bevorderd.